# 悲夢
『悲夢』（ひむ、비몽）とは2008年に公開された韓国映画。日本公開は2009年2月7日。

## 概要
映画の森で報じられた会見では「夢をめぐる恋愛悲劇「愛の限界、描きたかった」」という副題で紹介されている。

## キャスト
- オダギリジョー - ジン
- イ・ナヨン - ラン
- パク・チア - ジンの恋人
- キム・テヒョン
- 特別出演 チャン・ミヒ

## スタッフ
- 監督 - キム・ギドク
- プロデューサー - ソン・ミンチョル
- 脚本 - キム・ギドク
- 撮影 - キム・ギテ
- 音楽 - ジ・バーク
- 美術 - イ・ヒョンジュ
- 衣装 - マ・ヨンヒ、タケダ・トシオ
- 録音 - キム・ギテ
- 照明 - カン・ヨンチャン